# Médersa Marjania
La médersa Marjania (arabe : المدرسة المرجانية) est l'une des médersas de Tunis. Elle est construite entre 1293 et 1299 par Abou Mohamed Abdallah El Morjani, à l'origine de sa dénomination.

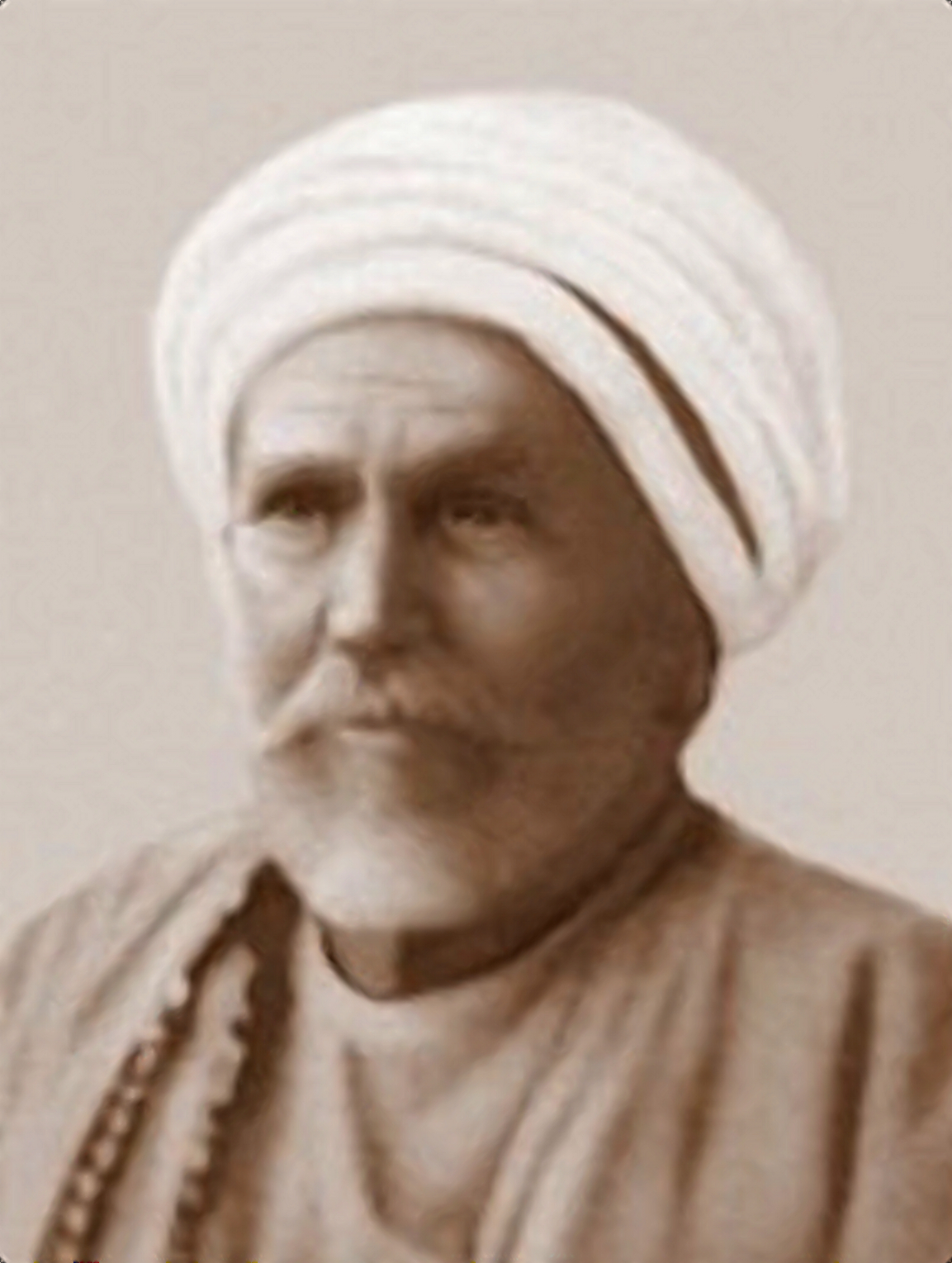
Portait de Salem Bouhageb.

Elle est un mausolée avant qu'Abû `Asida Muhammad al-Muntasir, l'un des sultans hafsides, ne la transforme en médersa.

## Localisation
Elle se trouve dans le faubourg nord de la médina, près de Bab El Khadra, l'une de ses portes, entre les enceintes externe et interne.

## Enseignants
Salem Bouhageb, ami du grand vizir Kheireddine Pacha, y a enseigné avant d'être remplacé par le cheikh Mohamed Taieb Ennaifer.